# Schöpf-Schulz-Passarge-Syndrom
Das Schöpf-Schulz-Passarge-Syndrom (SSPS) ist eine sehr seltene angeborene Hauterkrankung (Genodermatose) und wird sowohl zu den Hereditären Palmoplantarkeratosen als auch zur Ektodermalen Dysplasie gezählt. Zusätzliche Hauptmerkmale sind ekkrine Tumoren, Zysten der Augenlider, Störungen der Zahnanlagen (Hypodontie) und der Körperbehaarung (Hypotrichose).
Synonyme sind: Schöpf-Syndrom; Palmoplantare ektodermale Dysplasie Typ XXIX; englisch Keratosis Palmoplantaris With Cystic Eyelids, Hypodontia, And Hypotrichosis; Eccrine Tumors With Ectodermal Dysplasia
Die Bezeichnung bezieht sich auf die Erstautoren der Erstbeschreibung aus dem Jahre 1971 durch den deutschen Hautarzt und Humangenetiker Erwin Schöpf, H.-J. Schulz und Eberhard Passarge.

## Verbreitung
Die Häufigkeit wird mit unter 1 zu 1.000.000 angegeben, die Vererbung erfolgt autosomal-rezessiv oder eventuell auch autosomal-dominant.

## Ursache
Der Erkrankung liegen Mutationen im WNT10A-Gen im Chromosom 2 am Genort  q35 zugrunde.

## Klinische Erscheinungen
Klinische Kriterien sind:
- Manifestation im Kindes- bis Jugendalter
- Hidrozytome
- Zylinderepithelzysten und apokrine Drüsenzysten an den Augenlidern
- Hypotrichose mit Fehlen von Wimpern und Augenbrauen
- Hypodontie
- Palmoplantare Hyperkeratosen
- teleangiektatische Rosazea
- Nageldystrophie

## Therapie
Die Behandlung besteht aus der Exzision oder Laser-Behandlung störender Zysten.